# Supercoppa italiana 2005
Supercoppa italiana 2005 byl osmnáctý ročník soutěže o trofej Supercoppa italiana, tedy o italský fotbalový Superpohár. Střetly se v něm týmy Juventus FC jakožto vítěz Serie A ze sezony 2004/05 a celek FC Inter Milán, který se ve stejné sezoně (tj. 2004/05) stal vítězem italského fotbalového poháru Coppa Italia.
Zápas se odehrál 20. srpna 2005 v italském městě Turín na Stadio delle Alpi. Zápas vyhrál a podruhé získal tuhle trofej klub FC Inter Milán.

## Detaily zápasu
| 20. srpen 2005 21:00 SELČ |                |                |                                                                     |
| Juventus FC               | 0 – 1 v prodl. | FC Inter Milán | Stadio delle Alpi, Turín diváci: 35 246 rozhodčí: Massimo De Santis |
|                           | Report         | 96' Verón      | Stadio delle Alpi, Turín diváci: 35 246 rozhodčí: Massimo De Santis |

| Juventus FC | FC Inter Milán |

| G             | 12 | Antonio Chimenti      |      |      |
| D             | 27 | Jonathan Zebina       |      | 111' |
| D             | 6  | Robert Kovač          |      |      |
| D             | 28 | Fabio Cannavaro       | 62'  |      |
| D             | 19 | Gianluca Zambrotta    | 113' |      |
| C             | 16 | Mauro Camoranesi      |      | 73'  |
| C             | 4  | Patrick Vieira        | 30'  |      |
| C             | 8  | Emerson               |      |      |
| C             | 11 | Pavel Nedvěd          |      |      |
| A             | 9  | Zlatan Ibrahimović    |      |      |
| A             | 17 | David Trézéguet       |      | 103' |
| Náhradníci:   |    |                       |      |      |
| G             | 32 | Christian Abbiati     |      |      |
| D             | 7  | Gianluca Pessotto     |      |      |
| C             | 20 | Manuele Blasi         |      |      |
| C             | 23 | Giuliano Giannichedda |      |      |
| A             | 10 | Alessandro Del Piero  |      | 73'  |
| A             | 18 | Adrian Mutu           |      | 111' |
| A             | 25 | Marcelo Zalayeta      |      | 103' |
| Trenér:       |    |                       |      |      |
| Fabio Capello |    |                       |      |      |

| G               | 1  | Francesco Toldo      |      |      |
| D               | 13 | Zé Maria             |      | 59'  |
| D               | 2  | Iván Córdoba         |      |      |
| D               | 23 | Marco Materazzi      | 61'  | 63'  |
| D               | 16 | Giuseppe Favalli     |      |      |
| C               | 4  | Javier Zanetti       | 89'  |      |
| C               | 14 | Juan Sebastián Verón | 20'  |      |
| C               | 19 | Esteban Cambiasso    | 98'  |      |
| C               | 5  | Dejan Stanković      | 17'  |      |
| A               | 10 | Adriano              |      |      |
| A               | 30 | Obafemi Martins      |      | 100' |
| Náhradníci:     |    |                      |      |      |
| G               | 12 | Júlio César          |      |      |
| D               | 25 | Walter Samuel        |      | 63'  |
| C               | 6  | Cristiano Zanetti    |      |      |
| C               | 8  | David Pizarro        | 117' | 59'  |
| C               | 21 | Santiago Solari      |      |      |
| A               | 9  | Julio Ricardo Cruz   |      |      |
| A               | 20 | Álvaro Recoba        |      | 100' |
| Trenér:         |    |                      |      |      |
| Roberto Mancini |    |                      |      |      |